# Župa Srednja
Župa Srednja falu Horvátországban Split-Dalmácia megyében. Közigazgatásilag Zagvozdhoz tartozik.

## Fekvése
Splittől légvonalban 59, közúton 79 km-re keletre, Makarskától légvonalban 11, közúton 29 km-re északkeletre, községközpontjától 10 km-re délkeletre, Közép-Dalmáciában a dalmát Zagora területén, a Biokovo-hegység északkeleti lábánál, az A1-es autópálya mentén fekszik. Településrészei Šarići, Brnići és Lelasi az itt lakó családokról kapták nevüket.

## Története
A középkortól területe a nagyméretű, először 1434-ben említett vrdoli plébániához tartozott, melynek szolgálatát különösen a török uralom idején a makarskai ferences kolostor szerzetesei látták el. 1734-ben Stjepan Blašković makarskai püspök a vrdoli plébániát két részre, a slivnoira és a župaira osztotta. A település nevét onnan kapta, hogy egykor a župai plébánia középső (srednja) részét képezte. 1835-ben a plébánia nyugati felén, melyet Gornja (felső) Župának neveztek megalapították a krstaticei plébániát. (Később 1948-ban Biokovsko Selo kivált Krstaticéből és önálló település lett). Az egykori középső rész a mai župai plébánia nyugati részére került, a régi Donja (alsó) Župa települései pedig a plébánia keleti felén a mai Župa települést alkotják. Területe a 19. század legnagyobb részében Habsburg uralom alatt állt. 1918-ban az új szerb-horvát-szlovén állam, majd később Jugoszlávia része lett. A háború után a szocialista Jugoszláviához került. Lakossága az 1970-es évek óta a fiataloknak a városokba, főként Splitbe és Makarskára  való elvándorlása miatt folyamatosan csökkent. 1991 óta a független Horvátországhoz tartozik és azóta számít önálló településnek is. 2011-ben a településnek mindössze 3 lakosa volt.

## Lakosság
| Lakosság változása | Lakosság változása | Lakosság változása | Lakosság változása | Lakosság változása | Lakosság változása | Lakosság változása | Lakosság változása | Lakosság változása | Lakosság változása | Lakosság változása | Lakosság változása | Lakosság változása | Lakosság változása | Lakosság változása | Lakosság változása |
| ------------------ | ------------------ | ------------------ | ------------------ | ------------------ | ------------------ | ------------------ | ------------------ | ------------------ | ------------------ | ------------------ | ------------------ | ------------------ | ------------------ | ------------------ | ------------------ |
| 1857               | 1869               | 1880               | 1890               | 1900               | 1910               | 1921               | 1931               | 1948               | 1953               | 1961               | 1971               | 1981               | 1991               | 2001               | 2011               |
| 0                  | 0                  | 0                  | 0                  | 0                  | 0                  | 0                  | 0                  | 202                | 197                | 187                | 148                | 75                 | 32                 | 9                  | 3                  |

(1931-ig lakosságát a szomszédos Župához számították.)